# Bertula atrirena
Bertula atrirena là một loài bướm đêm trong họ Erebidae.